# 京都市立成徳中学校
京都市立成徳中学校（きょうとしりつ せいとくちゅうがっこう）は、京都府京都市下京区高辻室町西入ル繁昌町にかつてあった公立中学校。

## 沿革
- 明治2年（1869年）に下京第９番組小学校として下京区新町四条下ルに設立された。
- 明治9年（1876年）下京区室町綾小路南入ル白楽天町に移設。
- 明治25年（1872年）成徳尋常小学校となる。（跡地には石碑が現存する）
- 昭和6年（1931年）下京区高辻室町西入ルに移転。
- 昭和22年（1947年）成徳小学校に中学校を併置。
- 昭和23年（1948年）小学校は廃校になり成徳中学校となる。
- 平成19年（2007年）下京区内の京都市立郁文中学校、京都市立尚徳中学校、京都市立皆山中学校、京都市立梅逕中学校の5校と統合し廃校。5校は京都市立下京中学校に統合される。

## 学校の特徴

### 校舎
・京都の商工業の中心地に位置しているため、豊かな地域住民が多く、豪華な造りの学校を建てることができたといわれている
・鉄筋コンクリート造の地上3階建で、1920年代から30年代に多くの学校が建てられ、現存する学校建築としては数少ない。
・外観　窓はアーチが使われ、1階の壁面は凝灰岩（大谷石）の石や、玄関角には銅板装飾なども貼られており、豪華な印象を与えている。建築家フランクロイドライトが同じ頃に凝灰岩を多用していたため、彼の影響を受けて建てられたのではともいわれている。

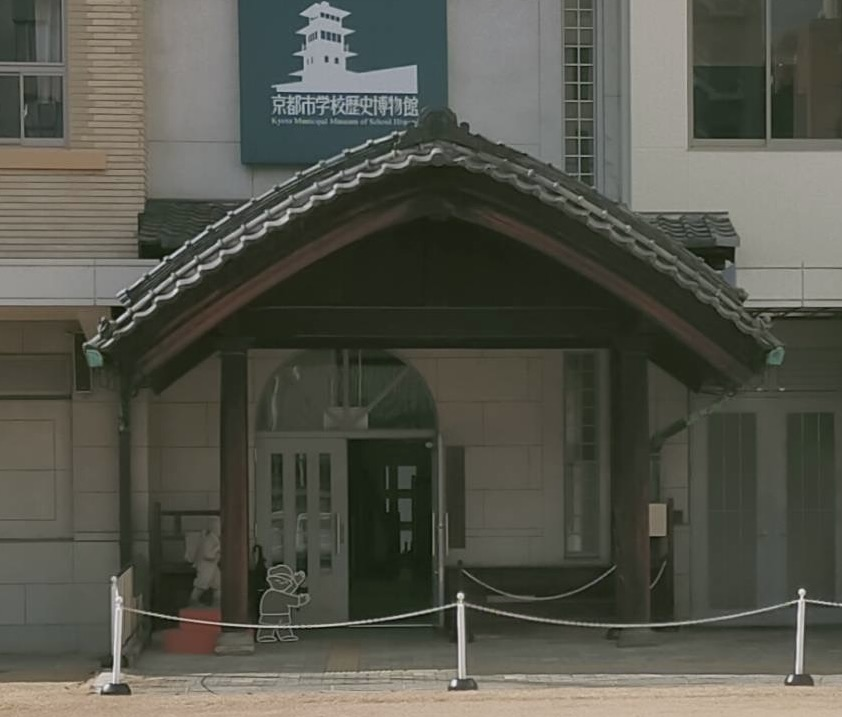
成徳小学校講堂（登録有形文化財）

・内観　玄関ホールは、タイルが張り巡らされている。階段は一枚板の段板が敷かれ、階段壁面にもタイルが貼られた豪華な造りをしている。手すりは石製でデザインにもフランクロイドライトの影響があったものと思われる。

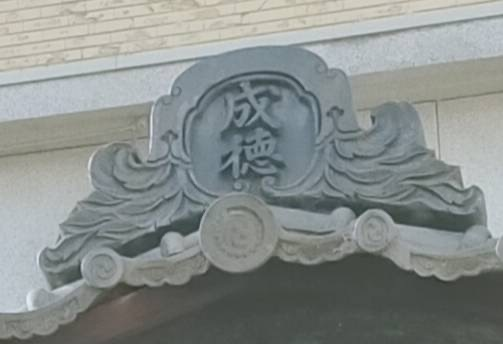
成徳小学校屋根瓦

・明治8年（1875年）から昭和6年（1931年）までの間使われていた旧校舎の講堂の玄関部分が、明治42年（1909年）京都府城陽市寺田にある高岳寺が旧講堂を買取り移築し、本堂として用いていた。平成18年（2006年）高岳寺が改修を行った際、棟札の記載などにより、成徳小学校からの転用と判明。その後、高岳寺からの寄贈により、平成19年に車寄せ部分が「学校歴史博物館」（元開智小学校）展示室入り口（元校舎入り口）に移転、取り付けされている。（登録有形文化財）
・廃校後も京都のモダン建築の1つとして、校舎が開放されることがあった。

### 軟式野球発祥の地
大正8年（1919年）7月、成徳小学校にて軟式野球大会が世界初で開催された。軟式野球発祥の地として、バットとグローブを持つ少年銅像が校舎玄関入り口西側に建てられている。

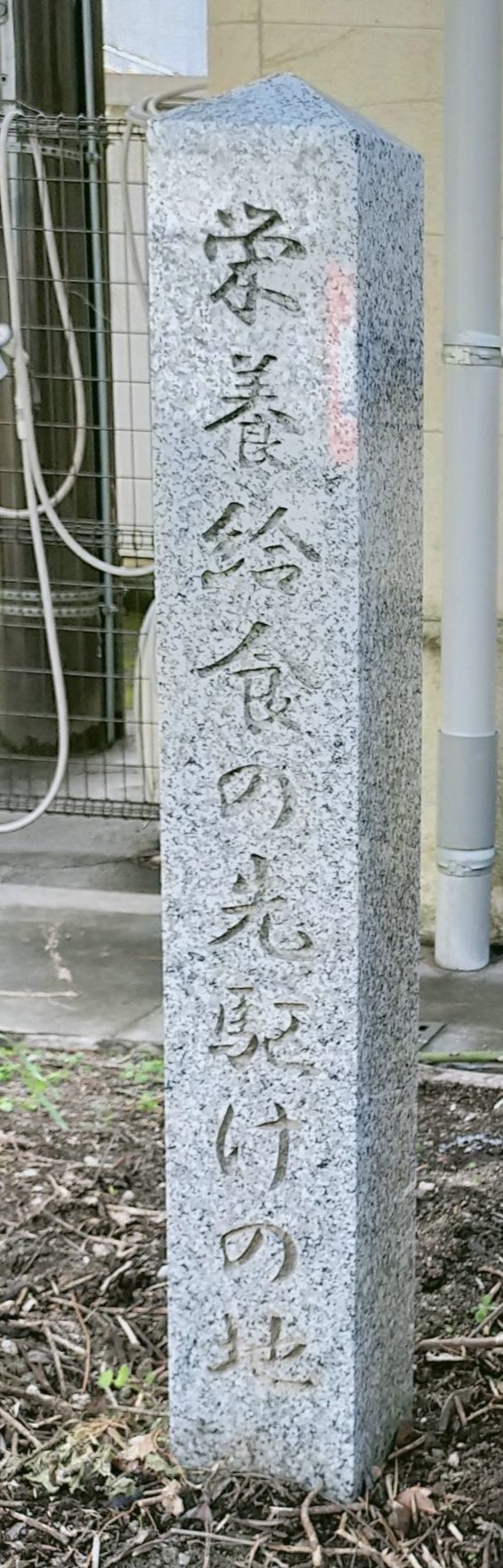
「栄養給食の先駆け」の石碑

### 栄養給食の先駆けとツタの校舎
・昭和11年(1936)全国に先駆けて「学校栄養食事」と名づけられた給食が開始された。同年1月15日から虚弱・偏食児童の希望者に対して栄養改善のための「栄養給食」が実施された。それまで貧困児童・家庭対策として実施されていた給食とは異なり画期的であった。
・校舎南側全面と東側北側の一部にナツヅタの木が特徴的に取り巻いているが、この木はその給食の栄養指導や調理に当たった職員によって植樹された。

### 浴衣登校と祇園祭
・呉服店が多い地域でもあったため、呉服文化推進の一環で2000年頃から着物の着付け体験教室を開催したり、学生が浴衣で登校するなどが試みられた。
・京都八坂神社が氏子の地域であるため、祇園祭に参加する生徒たちもいることで、かつて巡行日は学校が休みとなっていたなど、祇園祭を受け継ぐ地域特有の文化が数多く根付いていた。

### 学区内にある祇園祭の山鉾と町
・月鉾（月鉾町）　船鉾（船鉾町）　鶏鉾（鶏鉾町）　大船鉾（四条町）　函谷鉾（函谷鉾町）　綾傘鉾（善長寺町）
・岩戸山（岩戸山町）　白楽天山（白楽天山町）　伯牙山（矢田町）　郭巨山（郭巨山町）

### スタインウェイ・アンド・サンズのピアノ
・昭和51年（1976年）終戦直後、進駐軍に接収されていたスタインウェイ（ Steinway & Sons）のピアノが、日彰小学校より戻る。

## 現在の学舎と跡地利用
- 平成23年（2011年）プール、テニスコート、職員室撤去。校舎グランド改修、新校舎建築。
- 高辻通り側に早咲き桜（春めき苗）を植樹。
- 下京中学校成徳学舎として、部活動や体育祭でグランド、新館体育館を使用。
- 新館は成徳学区の自治会館として各種団体が使用。
- 本館は京都文化協会、市民大学院、祇園祭山鉾連合会、京都私学協会、学区民が使用。